# جان‌سخت (فیلم ۱۳۷۶)
جان‌سخت فیلمی به کارگردانی علی‌اکبر ثقفی و نویسندگی علی‌اکبر ثقفی و صادق کرمیار محصول سال ۱۳۷۶ است.

## بازیگران
- مجید مظفری
- مینا لاکانی
- جلیل فرجاد
- محسن زهتاب
- سیدجواد هاشمی
- توران مهرزاد
- گیتی ساعتچی
- رزا آرایش
- آتش تقی‌پور
- سیدابراهیم بحرالعلومی
- رضا بنفشه‌خواه
- عزت‌الله جامعی‌ندوشن
- علی صیاد
- مهدی مهدی‌زاده
- علی ایرانلو
- هاشم میرطالبی
- حسن تاجیک
- سیدجلال طباطبایی
- امیرحسین ثقفی
- فاطمه ثقفی
- پریسا پورشفیع
- نازنین سمر
- اکبر وارث
- علیرضا فتحی
- نعمت جهانفرد
- حسین سلطانی
- علیرضا رئیسی
- شهرام ناصری
- محسن چگینی
- داوود اسدپور
- عباس فاطمی
- رحیم ناعمی
- محمد نجاتی
- علی محرابی
- علیرضا ایجادی
- حسین ظفرمند
- حسین حجار
- منوچهر اخضرپور